# Pseudoacanthocephalus perthensis
Pseudoacanthocephalus perthensis är en hakmaskart som beskrevs av Edmonds 1971. Pseudoacanthocephalus perthensis ingår i släktet Pseudoacanthocephalus och familjen Echinorhynchidae. Inga underarter finns listade i Catalogue of Life.